# Men As Trees
Men As Trees est un groupe américain de screamo, originaire d'Auburn Hills, Michigan, actif entre 2002 et 2010.

## Histoire
Formé en 2003, le groupe cherche à mêler le punk rock, le punk hardcore et la musique instrumentale dans un style souvent décrit comme un mélange entre le screamo et le post-rock, qui vise l'intensité, tant dans des explosions rapides et frénétiques que dans des contemplations plus longues et patientes,. Le groupe est surtout connu pour son son épique, qui le place au premier plan de son mélange de genres,.
Men As Trees enregistre et sort discrètement une démo et un EP en ligne en 2005/2006, mais commence à attirer l'attention avec son EP de deux titres, Live From the Crow's Nest Looking Out, qui précède sa première tournée en février 2007. 2007 voit également la sortie du premier album studio du groupe, Six Waves In, suivi d'autres tournées aux États-Unis et au Canada et, moins d'un an plus tard, de la sortie de leur album le plus raffiné et le mieux accueilli, Weltschmerz. Men As Trees reste fidèle à ses racines DIY de nombreuses façons, notamment en proposant toute sa musique en téléchargement gratuit,.
L'été 2009 est marqué par une tournée européenne d'un mois, où ils partagent l'affiche avec le groupe allemand de post-rock Single State of Man,.

## Discographie
- 2006 : Warred on by Cranes (EP)
- 2007 : From The Crows Nest Looking Out (EP)
- 2007 : Six Waves In (Daijoubu Records)
- 2008 : Weltschmerz (Daijoubu Records)[10]
- 2008 : Men As Trees/Single State of Man Split
- 2010 : 4Way Split Men As Trees/Le Pré où je suis mort/Dolcim/Dying in Motion[11] (2010)